# Lộc Môn Tự Giác
Lộc Môn Tự Giác (zh. 鹿門自覺, ja. Rokumon Jikaku, ?-1117) là Thiền sư Trung Quốc đời Tống, thuộc đời thứ 9 tông Tào Động, là pháp tử của Thiền sư Phù Dung Đạo Khải. Ngoài ra, cũng có thuyết khác cho rằng sư là đệ tử nối pháp của Thiên Đồng Như Tịnh - pháp tôn đời thứ 4 của Phù Dung Đạo Khải. Đệ tử nối pháp của sư có Thiền sư Phổ Chiếu Nhất Biện.

## Cơ duyên và hành trạng
Sư họ Vương, quê ở vùng Thanh Châu, tỉnh Sơn Đông, Trung Quốc.
Trong khoảng niên hiệu Chiêu Thánh (1094-1098) nhà Tống, sư đến yết kiết và xuất gia với Thiền sư Phù Dung Đạo Khải. Một hôm, Phù Dung thăng tòa thuyết pháp và làm bài kệ nhắc lại cơ duyên ngộ đạo của Thiền sư Linh Vân Chí Cần:
Ô mai một quả hiện nguyên hình
Chú nhện giăng tơ bắt thanh đình
Thanh đình mắc bẫy rơi đôi cánh
Nực cười ô mai cứng như đinh.
Sư nghe xong bất giác khai ngộ, mỉm cười và nói:
"Nếu sớm biết ngay đèn là lửa,
Chắc rằng cơm chín đã từ lâu."
Ngay đó, sư được Phù Dung ấn khả.
Đến năm thứ 4 niên hiệu Sùng Ninh (1105), sư trú trì Phổ Nghiêm Tự ở núi Đại Thừa, Dụ Châu (Phủ Nam Dương, tỉnh Hà Nam).
Tiếp theo, sư dời đến trụ trì tại Thập Phương Tịnh Nhân Thiền Viện. Vào năm thứ 5 niên hiệu Chính Hòa (1115), sư hoằng hóa ở núi Lộc Môn và cư trú tại đây cho đến ngày viên tịch.
Một hôm, sư thăng tòa dạy chúng:
"Tất cả đại địa là một quyển kinh của người học, hết thảy càn khôn là một con mắt của học nhân, dùng con mắt này đọc kinh ấy, thì nghìn vạn ức kiếp không gián đoạn. Vậy, mọi người hãy xem đã đọc được gì chưa? Nếu ai xem đọc được, lão tăng mời ăn bánh vẽ".
Năm 1117, sư thị tịch. Vua ban hiệu là Định Tuệ Thiền Sư (zh. 定慧禪師).